# Eddie Shannon
Eddie Lee Shannon (Riviera Beach, 29 gennaio 1977) è un ex cestista statunitense, che giocava nel ruolo di playmaker.

## Carriera
All'età di 14 anni rimane cieco dall'occhio destro dopo che è stato colpito da una sassata. Nonostante questo non si perde d'animo e riesce comunque a coronare il sogno della sua vita: diventare un giocatore professionista. Secondo i medici riesce ad essere comunque competitivo grazie agli eccezionali tempi di reazione dell'occhio sano.
Lasciata la Florida, Shannon intraprende la sua carriera in Europa: gioca in Svezia, in Russia e quindi approda in Italia, dove milita nella Snaidero Udine in Lega A e nella Dinamo Sassari in Legadue. Dopo un anno in Lettonia nel BK Ventspils, fa parte del roster 2007-08 dello Strasburgo, nella massima serie francese.

## Palmarès
- Campionato svedese: 1

Plannja Basket: 2001-02